# Yaşar Kurt

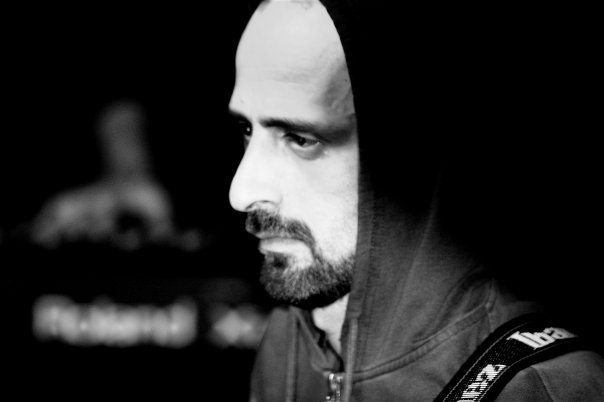
Yaşar Kurt

Yaşar Kurt (* 16. August 1968 in Istanbul) ist ein türkischer Rockmusiker armenischer Abstammung.

## Leben und Karriere
Kurt studierte 1990 an der Wirtschaftsfakultät der Universität Eskişehir und gründete die Alternativ-Musikgruppe Beyaz Yunus („Weißer Delphin“). 1993 hatte er seine erste Studioaufnahme in Deutschland und 1994 veröffentlichte er das Album Sokak Şarkıları („Straßensongs“), aufgenommen in Köln. Auf das Album auf dem Ada-Müzik-Label folgte eine Serie von Konzerten in der Türkei. Nach seinem Umzug nach Berlin wurde seine Tochter geboren. Er kehrte 1996 in die Türkei zurück, um seine Musikkarriere fortzusetzen.
Göndermeler („Andeutungen“) wurde 1997 als Album auf den Labels Aks Müzik und Boğaziçi Müzik veröffentlicht. Anschließend veröffentlichte er Reflex, das von Ağdaş Müzik produziert wurde und neun Lieder aus der Periode 1990–2000 sowie drei Coverversionen enthält. 2003 veröffentlichte er ein Sammelalbum mit dem Titel Anne unter seinem eigenen Musiklabel. Im gleichen Jahr war er Mitbegründer von Barışarock, einem Rockevent in der Türkei. 2004 schrieb er die Musik für die Fernsehserie Sevda Tepesi auf ATV.
Er arbeitete ab 2007 mit dem armenisch-türkischen Künstler Arto Tunçboyacıyan zusammen, mit dem er Yash-ar (gebildet aus seinem und Artos Vornamen) gründete. Nach der Rückbesinnung auf seine armenische Herkunft ließ er sich als armenisch-apostolischer Christ taufen und nahm den armenischen Namen Arşak an. 2011 veröffentlichte Kurt das Album Güneş Kokusu („Geruch der Sonne“).

## Diskografie

### Alben
- 1994: Sokak Şarkıları
- 1997: Göndermeler
- 2002: Reflex
- 2003: Anne
- 2011: Güneş Kokusu
- 2016: Hemşin Yaylaları

### Kollaborationen
- 2007: Nefrete Kine Karşi (als yash-ar mit Arto Tunçboyacıyan)

### Soundtracks
- 2004: Sevda Tepesi

### EPs
- 2020: Live
- 2020: Su

### Singles (Auswahl)
- 2003: Anne
- 2011: Ver Bana Düşlerimi
- 2011: Dokuz Altı Yolları
- 2013: Samistal Yaylası
- 2019: Ruhum